# Umspurung (Oberbau)
Die Umspurung von Strecken oder Netzen spurgebundener Verkehrsmittel erfolgt durch den Umbau dieser Strecken aus einer Spurweite in eine andere mittels technischer Mittel. Dies kann Änderungen an den Schienen, am Gleis oder am gesamten Oberbau umfassen.
Anlass ist in der Regel, dass ein Inselbetrieb aufgegeben und dessen Streckennetz an ein andersspuriges Streckennetz angeschlossen werden soll. Meist handelt es sich um aus Kostengründen einst schmalspurig angelegte Strecken, die aus Kompatibilitätsgründen in die jeweilige Normalspur umgebaut werden. Seltener ist der umgekehrte Fall, Beispiele hierfür sind die 2001 bis 2006 umgespurte Bad Orber Kleinbahn in Hessen oder 2005/2006 die Umspurung des Abschnitts Gernrode–Quedlinburg in Sachsen-Anhalt. Seltener wird statt der Umspurung auch eine Neutrassierung vorgenommen oder ein Dreischienengleis eingebaut. Insbesondere bei der Umspurung von kostengünstig geländeangepasst trassierten Schmalspurstrecken ist diese ein kompletter Neubau. Der Vorteil dieser Lösung ist, dass auf Betriebsunterbrechungen weitgehend verzichtet werden kann. Beispiele dafür sind die Strecken Sarajevo–Ploče in Bosnien-Herzegowina oder Athen–Patra und Paläofarsalos–Kalambaka in Griechenland. Bei letzterer Strecke verblieben nur die Bahnhöfe in Trikala, Karditsa und Kalambaka in ihrer alten Lage. Ein Beispiel für die jahrelange Nutzung von Dreischienengleisen ist das praktisch komplett von Meter- auf Regelspur umgespurte Netz der Stadtbahn Stuttgart.
Gelegentlich gibt es Fälle, in denen Strecken sogar mehrfach umgespurt wurden, so etwa die Bahnstrecke Tel Aviv–Jerusalem.

## Technik

### Ausgangslage

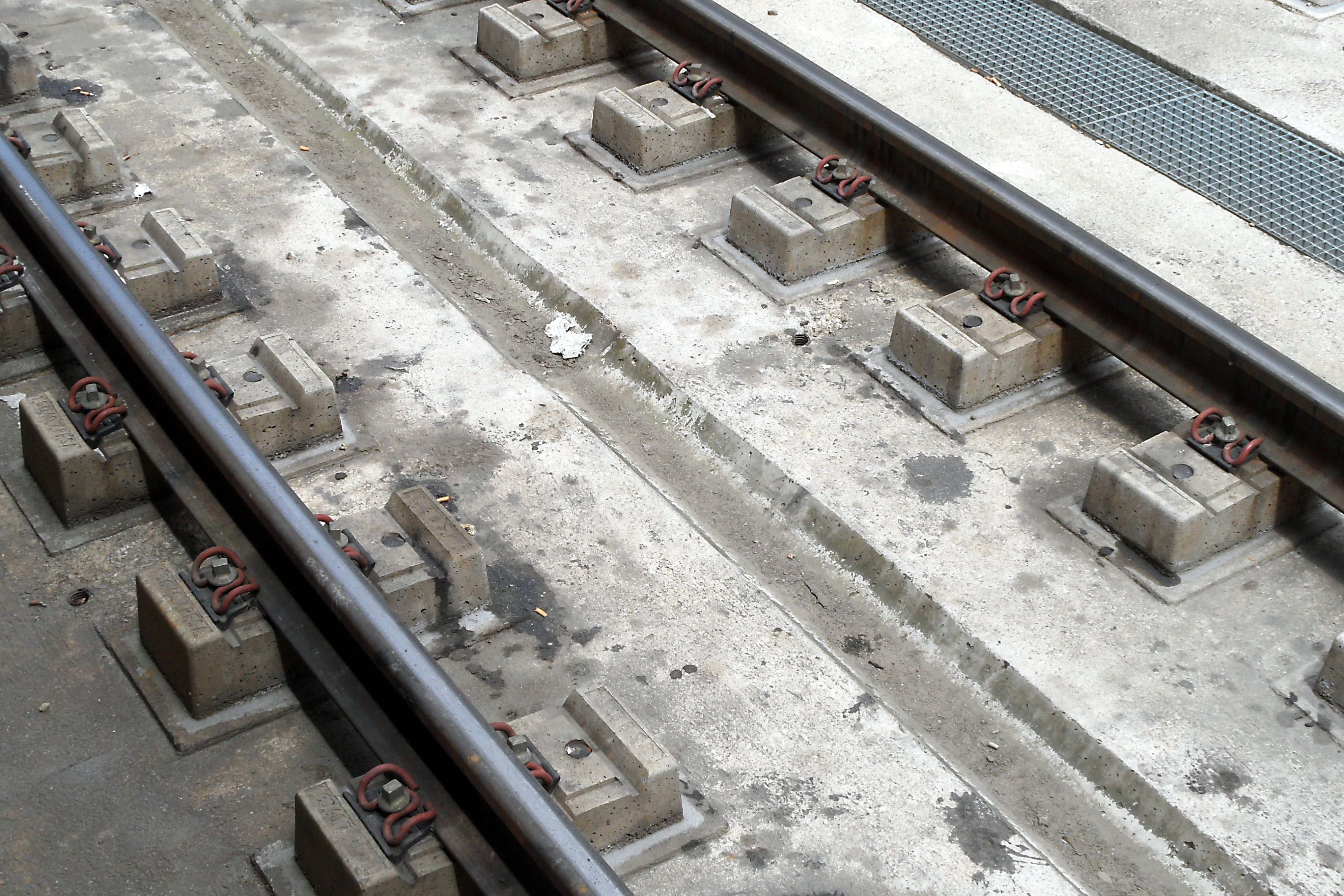
Für Umspurung auf Regelspur vorbereitete feste Fahrbahn mit Schienenbefestigung W im Bahnhof Madrid Chamartín

Die Schwellenlänge und damit die Bettungs- sowie die Unterbaubreite sind unmittelbar von der Spurweite abhängig. Außerdem benötigen größere Spurweiten größere Bogenradien, sie ermöglichen außerdem ein größeres Lichtraumprofil. Eine Vergrößerung der Spurweite ist deshalb, wenn sie ein gewisses Maß übersteigt, nur mit grundlegenden Umbauten bis hin zur Streckenführung machbar. Außerdem müssen Kunstbauten in Tragfähigkeit und Lichtraumprofil angepasst werden. Soll die Spurweite verringert werden, treten vergleichbare Probleme in der Regel nicht auf. Um den Aufwand zu reduzieren, ist es in Friedenszeiten möglich und üblich, schon vorbereitend Oberbaumaterial einzubauen, das für die spätere Änderung der Spurweite vorbereitet ist. Bei einem ausreichend großen Spurweitenunterschied wurden in der Vergangenheit, beispielsweise auf der Strecke Klotzsche–Königsbrück in Sachsen, vorbereitend Vierschienengleise verlegt.

### Vorgang
Je nach der Differenz von Ausgangs- und Zielspurweite sind eine oder beide Schienen seitlich zu versetzen. Der Aufwand der Umspurung ist vom vorhandenen Material abhängig. Bei Holzschwellen kann es ausreichend sein, die Schienen- oder Unterlagsplattenbefestigungen zu lösen, die Bohrungen mit Pflöcken zu schließen und die Schienen mit der neuen Spurweite wieder zu befestigen. Ist allerdings die Schienenneigung in die Schwellen eingearbeitet, wird es erforderlich, die Schwellenoberfläche zu bearbeiten. Bei Oberbauformen mit nicht für die Umspurung vorbereiteten Beton- oder Stahlschwellen, fester Fahrbahn oder bei in die Fahrbahndecke eingelassenen Gleisen ist ein vollständiger Gleisumbau erforderlich. Das betrifft auch generell Weichen und Kreuzungen, sofern sie nicht schon konstruktiv auf die Umspurung vorbereitet wurden, da sich beim Umspuren die Abstände zwischen Zungenvorrichtung und Herzstück verschieben sowie bei Kreuzungen die Größe des Kreuzungsvierecks ändert. Vertretbar sind die Konsequenzen einer behelfsmäßigen Umspurung beispielsweise in Form von geschnittenen Stahlschwellen mit Sicherung durch Spurhalter und Spurschwellen nur unter Kriegsbedingungen. Ein dauerhaft lagestabiler Oberbau ist so nicht zu erhalten.
Eine notwendige Folge einer Umspurung ist die Anpassung der Leit- und Sicherungstechnik. Selbst wenn an der Gleislage nichts geändert wird, verschieben sich Weichenlagen, Signalabstände sowie Durchrutschwege und Gefahrpunktabstände.

## Beispiele

### Baden
Die Großherzoglich Badischen Staatseisenbahnen begann etwa 1840 mit dem Streckenbau.
Baden erbaute seine Eisenbahnstrecken als einziger deutscher Staat zunächst in 1600-mm-Breitspur. Um 1844 versuchte Baden, Württemberg bei den Verhandlungen zum Bau der Württembergischen Westbahn auf seine Spurweite zu verpflichten. Nachdem die Fehlentscheidung bei der Wahl der Spurweite offensichtlich geworden war, verteidigte die badische Politik sie zunächst vehement. So argumentierte der Hofmarschall Freiherr von Göler (1809–1862) 1846 in einer Sitzung der Ersten Kammer der Landstände:

„Ich glaube, dass man auf die Übereinstimmung in der Spurweite einen viel zu hohen Wert legt; angenommen auch, dass durch Deutschland ein und dasselbe Gleis wäre, so würde nie und nimmer ein badischer Wagen auf der württembergischen Eisenbahn fahren.“

Erst nachdem sich herausgestellt hatte, dass alle Nachbarländer die Normalspur (1435 mm) bevorzugten, baute die Badische Staatsbahn innerhalb nur eines Jahres 1854/55 alle ihre bis dahin erstellten Strecken um.

### Südstaaten der USA
In den frühen Tagen des Eisenbahnverkehrs in den USA hatten die Eisenbahnen der Südstaaten überwiegend Breitspurgleise mit dem Maß von 5 Fuß (1524 mm), während in den Nordstaaten die Regelspur mit 4 Fuß, 8½ Zoll (1435 mm) verbreitet war. Nach dem Ende des Bürgerkriegs 1865 wurde offensichtlich, dass eine gemeinsame, gleiche Spurweite eine ökonomische Notwendigkeit für die Entwicklung der Staaten war. So wurde beschlossen, die Gleise in den Südstaaten auf Regelspur umzubauen. Auf Einspruch und Verlangen der Pennsylvania Railroad, die eine geringfügig von der Normalspur abweichende Spurweite von 4 Fuß und 9 Zoll (1448 mm) benutzte, wurde beschlossen, dieses »Vermittlungsspur« genannte Maß statt des exakten englischen Maßes zu verwenden. Diese Festlegung erfolgte im Oktober 1885; im Februar 1886 wurde der Termin für die Hauptstrecken fixiert.
Ab Montag, dem 31. Mai 1886 wurden innerhalb von 36 Stunden von zehntausenden Arbeitern jeweils die westliche Schiene der Breitspurgleise um 76 mm nach innen versetzt (um 3 Zoll, von 1524 auf 1448 mm Spurweite) und wieder befestigt. Der damals übliche, genagelte Oberbau auf Holzschwellen erlaubte schon in den Tagen mit Bahnbetrieb davor das Ziehen eines Teils der Nägel und Einschlagen im neuen Abstand als innenliegender Anschlag für das Versetzen der Schiene und damit eine rasche Durchführung der Umspurung. Gleichzeitig erfolgte nach langer Vorbereitung und Vorarbeiten an vielen Stellen die Anpassung der Fahrzeuge.
Zwar wurde durch die Umspurung der Fahrzeugübergang möglich, doch nur unter Inkaufnahme von stärkerem Verschleiß und schlechterer Laufruhe aufgrund des größeren Spurspiels. Etwa in den 1920er Jahren wurden die Vermittlungsspurabschnitte dann allmählich um einen weiteren halben Zoll, also 13 mm, reduziert und damit auf das exakte Regelspurmaß 1435 mm gebracht.

### Zweiter Weltkrieg
Im Jahr 1941 überfiel die Wehrmacht die Sowjetunion. Ihr gelang ein Überraschungsangriff; bis zum Winter gelangen ihr große Geländegewinne.
Die Sowjetischen Eisenbahnen hatten eine Breitspur (1524 mm). Nachdem sich herausstellte, dass deutlich weniger Rollmaterial als erhofft erbeutet werden konnte, dass der Nachschub mit Kraftfahrzeugen nicht in erforderlichen Menge zu transportieren war und dass Umladevorgänge ebenfalls die Leistungsfähigkeit beeinträchtigten, spurten Eisenbahnpioniere der Wehrmacht tausende Bahnkilometer um, um mit Regelspurfahrzeugen durchgehend bis an die Fronten zu gelangen. Der größtenteils genagelte Oberbau auf Holzschwellen erleichterte das Umspuren unter Feldbedingungen. Im Gleis reichte es, eine Schiene zu lösen und um 89 Millimeter nach innen zu versetzen. Um insbesondere die Standsicherheit von Dämmen nicht zu gefährden, versetzte man bei zweigleisigen Strecken jeweils den äußeren Strang. Weichen wurden, vom Herzstück ausgehend, neu aufgemessen.
Mit dem Vordringen der Sowjetarmee spurten deren Eisenbahnpioniere diese Strecken ebenso schnell wieder zurück. Problematisch wurde die pioniermäßige Umspurung in Polen, weil dort Stahlschwellen und Kreuzungsweichen häufig waren. Letztere verursachten den weitaus höchsten Arbeitsaufwand. Dauerhaft lagesicher wäre der Oberbau nur durch einen Umbau auf Holzschwellen mit Austausch sämtlicher Schienenbefestigungsmittel gewesen. Deshalb verzichtete man nach Möglichkeit auf diese Umspurung oder man änderte nur einen Strang. Westlich der Weichsel wurden nur einzelne Strecken auf ausdrückliche Genehmigung durch das Staatliche Verteidigungskomitee umgespurt. Die Breitspur erreichte Berlin, für die Fahrt von Josef Stalin zur Potsdamer Konferenz wurde zusätzlich ein Fernbahngleis der Berliner Stadtbahn vom Schlesischen Bahnhof bis Potsdam um- und nach dem Ende dieser Konferenz wieder zurückgespurt. Die vorhandenen Sicherungsanlagen wurden für diesen zeitweiligen Breitspurbetrieb nicht angepasst, die Weichenzungen bewegte und sicherte man einzeln.
In den neuen sowjetischen Territorien, beispielsweise um Königsberg und im Baltikum, wurden die vorhandenen Regelspurstrecken erst um 1950 und in friedensmäßiger Qualität auf Breitspur umgebaut.

### Spanien

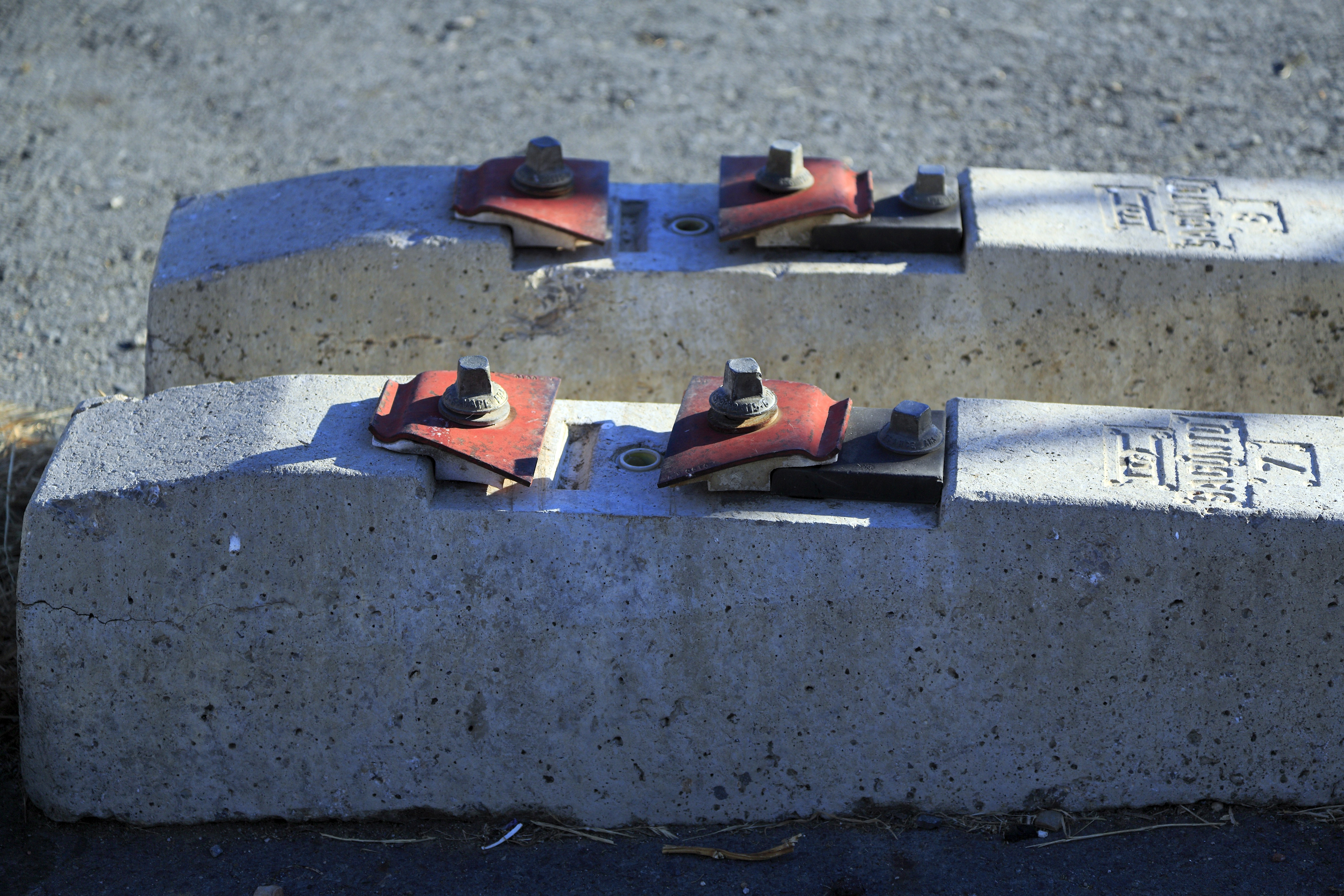
Umspurbare Betonschwellen, Befestigungsmittel in Breitspurstellung

Die vom übrigen europäischen Netz abweichende iberische Spurweite von 1668 Millimetern, die ihrerseits bereits durch Vermittlung der ursprünglichen portugiesischen (1665 mm) und spanischen Breitspur (1672 mm) entstand, erwies sich spätestens seit dem Beitritt von Spanien und Portugal zur EG als massives Hindernis insbesondere für den Eisenbahngüterverkehr. Deshalb wurde mehrmals eine Anpassung der Spurweite an die Regelspur geplant. Die neuzubauenden Hochgeschwindigkeitsstrecken wurden von vornherein regelspurig gebaut. Eine endgültige Entscheidung wurde bisher nicht gefällt, zumal auch Portugal berücksichtigt werden müsste. Jedoch wurde die Umspurung in Spanien seit etwa 1990 bei Neu- und Umbauten durch den Einbau von umspurbarem Oberbaumaterial vorbereitet. Insbesondere werden in Breitspurgleisen Betonschwellen für Oberbau W mit doppelten Schienenaufnahmen für iberische Breit- und Regelspur (»traviesas polivalentes«) verlegt. Durch Regierungswechsel in Madrid wurden die Umspurpläne und ihre Vorbereitungen mehrfach beeinflusst, um 2000 wurden wieder einfache Betonschwellen ohne Umspurmöglichkeit eingebaut. Später wurden die Vorbereitungen wieder intensiviert, inzwischen existieren auch Weichen mit für die Umspurung vorbereiteten Betonschwellensätzen. Neu ist bei diesen, dass im Fall der Umspurung das Herzstück und die Radlenker versetzt werden, während der Weichenantrieb und der Spitzenverschluss an ihren ursprünglichen Stellen verbleiben. Die Längenänderungen erfolgen in den Zwischenschienen und hinter dem Herzstück.
Beginnend mit der provisorischen Verbindung des französischen Regelspurnetzes mit den spanischen Schnellfahrstrecken im Jahr 2012 werden vermehrt Betonschwellen für Dreischienengleise eingebaut. Damit wird verhindert, dass beim Weiterbau der Regelspurstrecken bestehende Breitspurverbindungen unterbrochen werden. Ein Beispiel für den Einbau ist der Großraum Valencia.